# Рубило

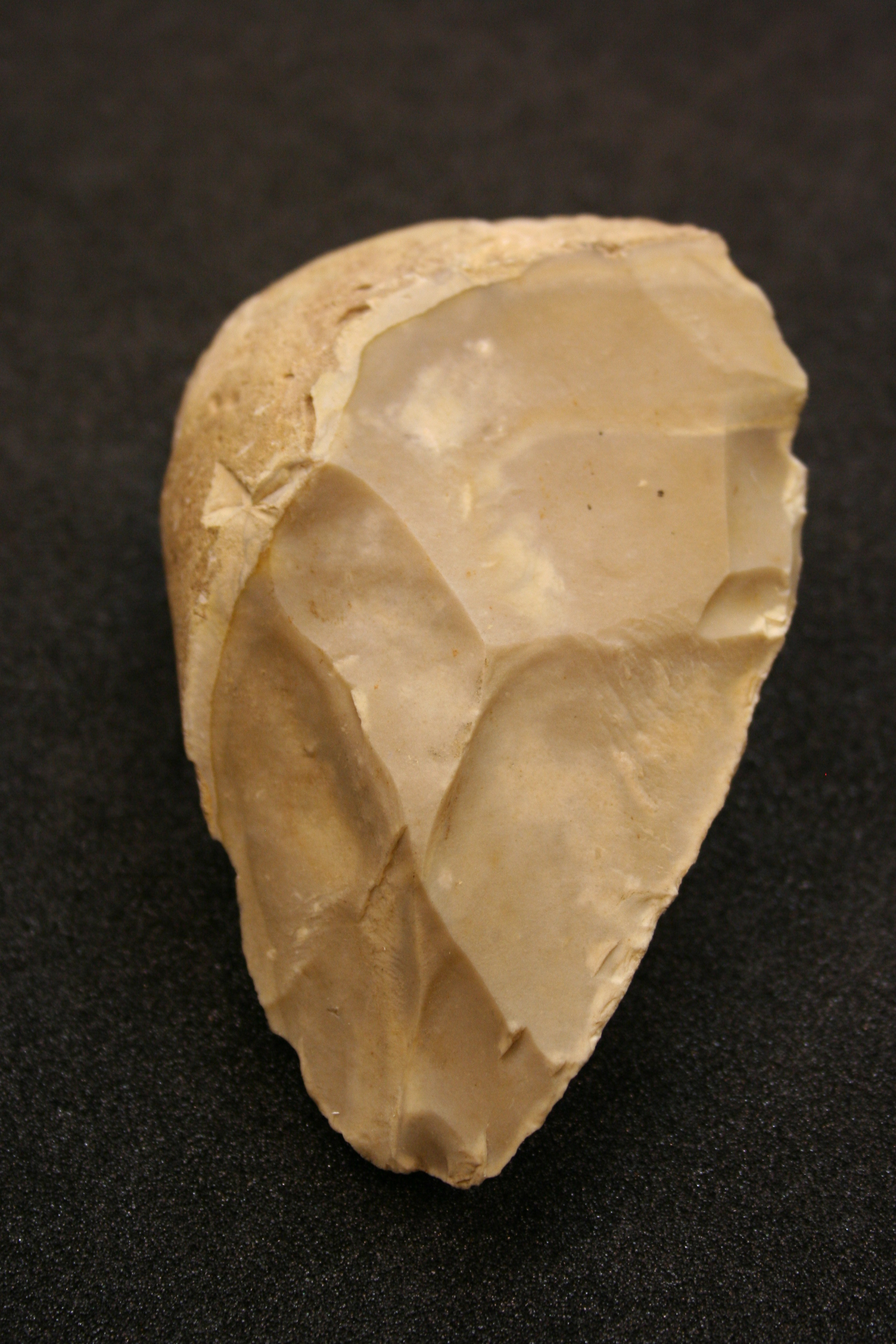
Ручне рубило

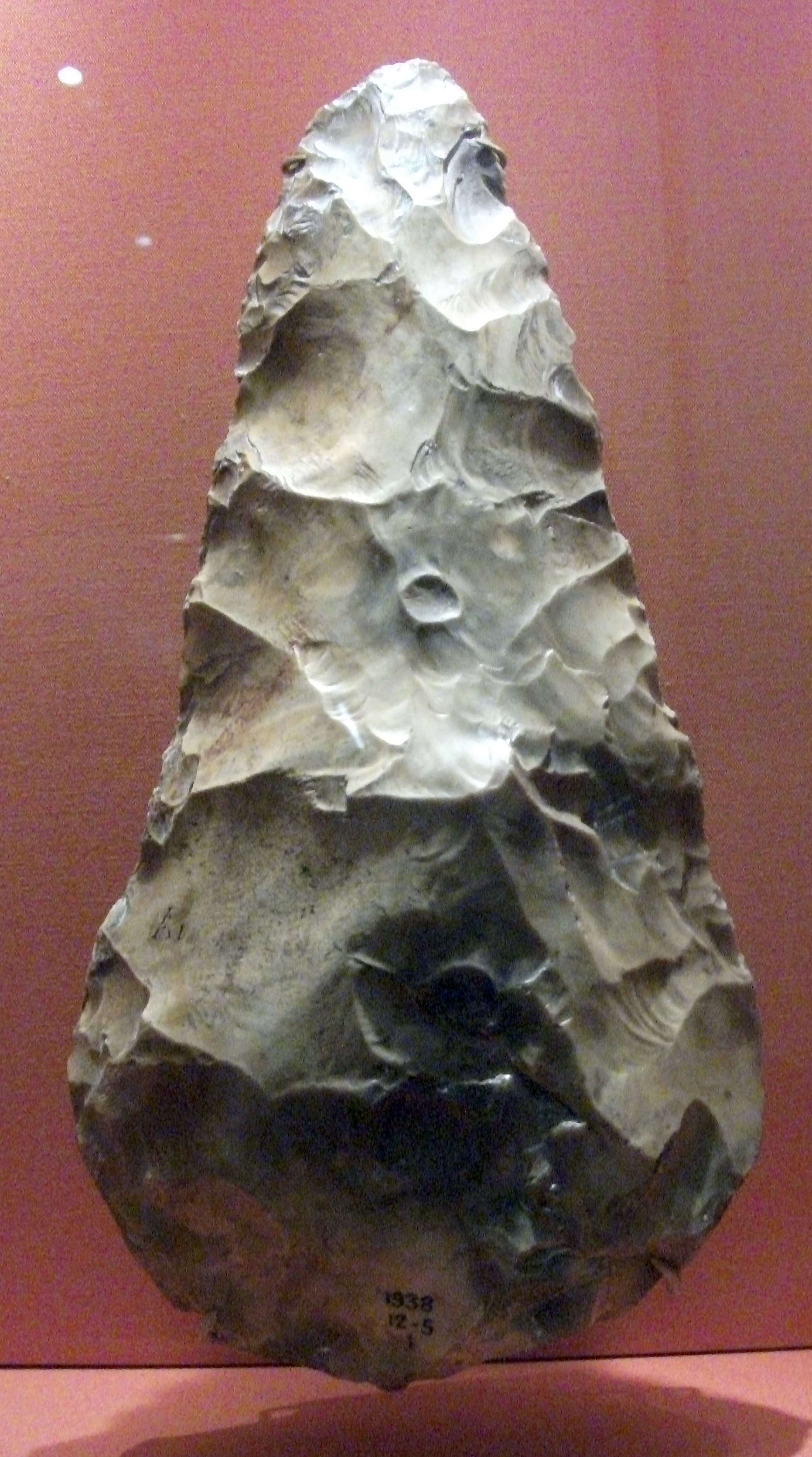
Рубило із Англії, 600—300 тис. років тому.

Рубило, ручна сокира (англ. hand axe  — «ручна сокира»; фр. biface  — «двобічне», coup-de-poing — «удар кулака») — макролітичне знаряддя праці первісної людини. З'явилося ще в епоху розвинутого Олдувая 1,5-1,0 млн років тому, але характерніше для аббевільскої і ашельської культур раннього палеоліту.
Рубила зустрічаються в основному в Африці, Європі. Але нові археологічні дані з Китаю показують, що були рубила і в Східній Азії.
Рубило входить у велику групу так званих біфасів (фр. biface, буквально — двосторонній). Зазвичай, цей термін використовується як синонім «рубила». Найбільш ранні й грубі з цих знарядь називають протобіфасами.
Форма рубила частіше мигдалеподібна, з потовщенням і закругленням біля основи (руків'я) і загострена з ударного кінця. Але бувають і інші: серцеподібні, трикутні, овальні, еліптичних або «ліманди», «фікрони» (з вузькою робочою частиною), лопатоподібні, ланцетоподібні, дископодібні, човноподібна, яйцеподібні, ромбоподібні.
Близько до рубил знаходяться або є їхніми різновидами великі знаряддя «клівер» і «піки», а також «монофаси» і «уніфаси». 
- Клівер (односторонній чи двосторонній) (англ. cleaver — колун; фр. hachereau — топірець, сікач; нім. Spalter — колун) -  знаряддя з оббитими поздовжніми краями, але з поперечним гострим лезом без підправки.
- Піка (фр. pic) має робочі краї які сходяться.
- Монофас (фр. monoface) — це знаряддя з розколотої гальки з оббивкою тільки з однієї сторони.
- Уніфас (фр. uniface) на відміну від монофаса має радіальну (кругову) оббивку однієї сторони.

Для виготовлення рубил використовувалися найрізноманітніші породи каменю: кремінь, щільні вапняки і пісковики, сланець, кварцит та ін. Застосовувалася тільки техніка оббивання. Рубила аббевільскої культури виготовлялися методом удару каменя по каменю, створюючи при цьому на робочій частині знаряддя два збіжних у вістрі двосторонніх (біфасальних) леза. У ашельську епоху вже переходили на ударники з дерева і рогів, які були тонші більш симетричні і мали прямі краї. У неандертальців в епоху мустьє рубала взагалі зменшилися до невеликих трикутних знарядь.
Рубило було універсальним знаряддям і могло застосовуватися в різних випадках як:
1. Ніж;
2. Сокира;
3. Кайло;
4. Метальний камінь.